# EXPAL BIN-375
EXPAL BIN-375 – hiszpańska bomba zapalająca wagomiaru 375 kg. Ładunek zapalający bomby to napalm, mieszanina kerozyny, benzyny i zagęszczacza. Korpus bomby wykonany jest z tłoczonej blachy aluminiowej. Bomba nie posiada stateczników. BIN-375 jest przenoszona przez samoloty VA-1 Matador, EAV-8B Harrier II, F-5 Freedom Fighter, Mirage F1 i EF-18 Hornet.